# 9814 Ivobenko
9814 Ivobenko este un asteroid din centura principală de asteroizi.

## Descriere
9814 Ivobenko este un asteroid din centura principală de asteroizi. A fost descoperit pe 23 octombrie 1998 la Visnjan de Korado Korlević. El prezintă o orbită caracterizată de o semiaxă mare de 2,28 ua, o excentricitate de 0,22 și o înclinație de 4,2° în raport cu ecliptica.